# Lîpețka Poleana, Hust
Lîpețka Poleana (în ucraineană Липецька Поляна) este localitatea de reședință a comunei Lîpețka Poleana din raionul Hust, regiunea Transcarpatia, Ucraina.

## Demografie
Componența lingvistică a localității Lîpețka Poleana
     Ucraineană (99,17%)
     Alte limbi (0,83%)
Conform recensământului din 2001, majoritatea populației localității Lîpețka Poleana era vorbitoare de ucraineană (99,17%), existând în minoritate și vorbitori de alte limbi.